# Циклон-4М
РН «Циклон-4М» — проектируемая с 2017 года в КБ «Южное» (Украина) двухступенчатая ракета-носитель среднего класса.

## История
Украино-бразильский проект «Циклон-4» стартовал в 2004 году, а первый запуск ракеты с бразильского космодрома Алкантара планировался не позднее 2010 года. Однако, КБ «Южное» постоянно затягивало сроки, из-за чего запуск переносился четыре раза, а расходы многократно превысили бюджет. В 2015 году из-за сорванных сроков реализации бразильцы покинули проект, ввиду отсутствия дальнейших перспектив, работы над ракетой были прекращены.
В 2017 году КБ «Южное» вновь вернулось к этой РН, но уже с приставкой «М», на сей раз в кооперации с частной канадской компанией «Maritime Launch Services» («MLS»). Она будет финансировать проект собственными деньгами и с помощью финансовых инвестиций, полученных из коммерческих источников, а также построит космодром на своей территории для запусков украинских ракет.
От бразильского проекта у Циклон-4М только название — двухступенчатая ракета будет состоять из первой ступени Зенит-2 и третьей «Циклона-4», такая конфигурация ещё не отработана и лётная история отсутствует.
Для стартовой площадки (космодрома) было выбрано место в коммуне Кансо графства Гайсборо провинции Новая Шотландия (Канада).
Строительство космодрома планировали начать в 2018 году и подготовить к пуску ракет в 2020 году, однако из-за постоянных задержек сроки сдачи многократно откладывались. Планируемый срок ввода ракетного комплекса в опытную эксплуатацию — 2024 или 2025 год. Первый тестовый старт Циклон-4М ожидался в 2023 году, позднее был перенесён на 2025 год.
Планировалось (на 2018), что компания MLS ежегодно будет проводить восемь стартов.

## Устройство
«Циклон-4М» является двухступенчатой ракетой-носителем в компоновке «тандем», предназначенной для вывода моноблочной полезной нагрузки на низкую околоземную орбиту или солнечно-синхронную орбиту. Первая ступень работает на керосине с окислением жидким кислородом, вторая ступень использует гептил и амил.
«Циклон-4М» строится с применением технологий и наработок ракет серии «Зенит-2» и «Циклон».
В первой ступени будут конструкции от ракет «Зенит», третья ступень от «Циклон-4». 23 августа 2019 года прошли стендовые огневые испытания третьей ступени в составе: двигатель РД861К, топливный отсек, автоматика запуска двигателя, система управления вектором тяги, жидкостная реактивная система, система телеизмерений. Во время испытаний двигатель был включен пять раз, по сообщению КБ «Южное» все узлы отработали нормально.
По заявлениям проектировщиков, «Циклон-4М» сможет выводить 3700 кг на орбиту высотой 450 км (НОО) или 3000 кг на орбиту 1200 км при наклонении орбиты 87,4—87,9 градуса.